# Bracon dolichurus
Bracon dolichurus är en stekelart som beskrevs av Marshall 1897. Bracon dolichurus ingår i släktet Bracon och familjen bracksteklar. Inga underarter finns listade.